# Thillois
Thillois [tilwa] est une commune française située dans le département de la Marne, en région Grand Est.

## Géographie
Thillois est située en Champagne-Ardenne à l'ouest de Reims.
| Muizon, Châlons-sur-Vesle | Champigny |          |
| Gueux                     | Thillois  | Tinqueux |
| Vrigny                    | Ormes     |          |

### Hydrographie

#### Réseau hydrographique
La commune est dans la région hydrographique « la Seine du confluent de l'Oise (inclus) à l'embouchure » au sein du bassin Seine-Normandie. Elle est drainée par la Vesle et la Fosse,.
La Vesle, d'une longueur de 139 km, prend sa source dans la commune de Somme-Vesle et se jette  dans l'Aisne à Ciry-Salsogne, après avoir traversé 52 communes. 

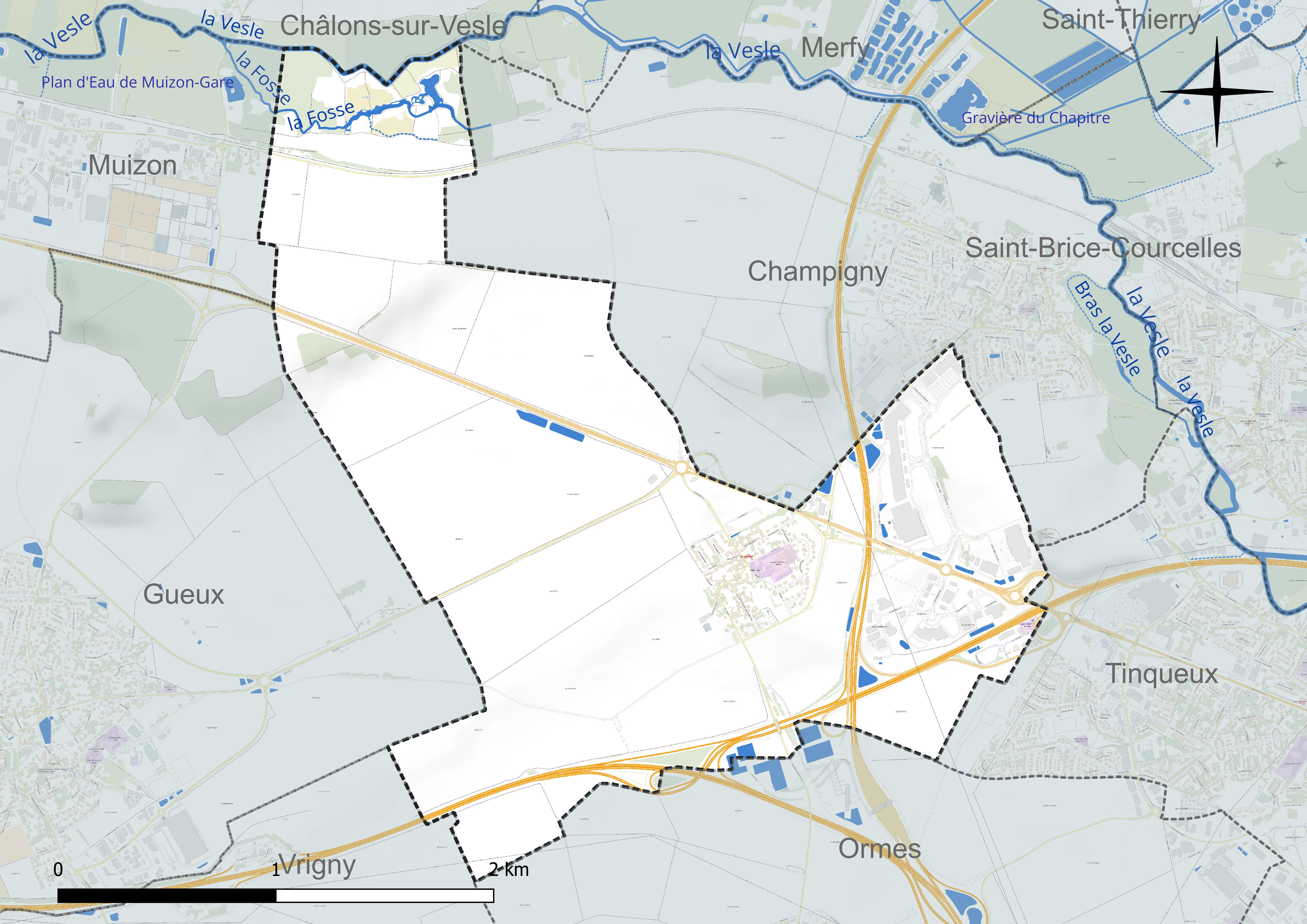
Réseau hydrographique de Thillois.

#### Gestion et qualité des eaux
Le territoire communal est couvert par le schéma d'aménagement et de gestion des eaux (SAGE) « Aisne Vesle Suippe ». Ce document de planification, dont le territoire s’étend sur 3 096 km2 répartis sur trois départements (Aisne, Marne et Ardennes) et deux régions (Champagne-Ardenne et Picardie), a été approuvé le 16 décembre 2013. La structure porteuse de l'élaboration et de la mise en œuvre est le Syndicat d’aménagement des bassins Aisne Vesle Suippe (SIABAVES). 
La qualité des cours d’eau peut être consultée sur un site dédié géré par les agences de l’eau et l’Agence française pour la biodiversité. 

### Climat
Pour des articles plus généraux, voir Climat du Grand Est et Climat de la Marne.
En 2010, le climat de la commune est de type climat océanique dégradé des plaines du Centre et du Nord, selon une étude du Centre national de la recherche scientifique s'appuyant sur une série de données couvrant la période 1971-2000. En 2020, Météo-France publie une typologie des climats de la France métropolitaine dans laquelle la commune est exposée à un climat océanique altéré et est dans la région climatique  Nord-est du bassin Parisien, caractérisée par un ensoleillement médiocre, une pluviométrie moyenne régulièrement répartie au cours de l’année et un hiver froid (3 °C). 
Pour la période 1971-2000, la température annuelle moyenne est de 10,4 °C, avec une amplitude thermique annuelle de 15,5 °C. Le cumul annuel moyen de précipitations est de 709 mm, avec 11,6 jours de précipitations en janvier et 8,2 jours en juillet. Pour la période 1991-2020, la température moyenne annuelle observée sur la station météorologique de Météo-France la plus proche, « Chambrecy-Civc », sur la commune de Chambrecy à 12 km à vol d'oiseau, est de 10,7 °C et le cumul annuel moyen de précipitations est de 734,0 mm. 
La température maximale relevée sur cette station est de 40,3 °C, atteinte le 25 juillet 2019 ; la température minimale est de −22,1 °C, atteinte le 17 janvier 1985,,. 
Les paramètres climatiques de la commune ont été estimés pour le milieu du siècle (2041-2070) selon différents scénarios d'émission de gaz à effet de serre à partir des nouvelles projections climatiques de référence DRIAS-2020. Ils sont consultables sur un site dédié publié par Météo-France en novembre 2022.

## Urbanisme

### Typologie
Au 1er janvier 2024, Thillois est catégorisée ceinture urbaine, selon la nouvelle grille communale de densité à sept niveaux définie par l'Insee en 2022.
Elle est située hors unité urbaine. Par ailleurs la commune fait partie de l'aire d'attraction de Reims, dont elle est une commune de la couronne,. Cette aire, qui regroupe 294 communes, est catégorisée dans les aires de 200 000 à moins de 700 000 habitants,.

### Occupation des sols
L'occupation des sols de la commune, telle qu'elle ressort de la base de données européenne d’occupation biophysique des sols Corine Land Cover (CLC), est marquée par l'importance des territoires agricoles (78,2 % en 2018), en diminution par rapport à 1990 (89,8 %). La répartition détaillée en 2018 est la suivante : 
terres arables (78,2 %), zones industrielles ou commerciales et réseaux de communication (11,7 %), zones urbanisées (5 %), milieux à végétation arbustive et/ou herbacée (4,5 %), forêts (0,6 %). L'évolution de l’occupation des sols de la commune et de ses infrastructures peut être observée sur les différentes représentations cartographiques du territoire : la carte de Cassini (XVIIIe siècle), la carte d'état-major (1820-1866) et les cartes ou photos aériennes de l'IGN pour la période actuelle (1950 à aujourd'hui).

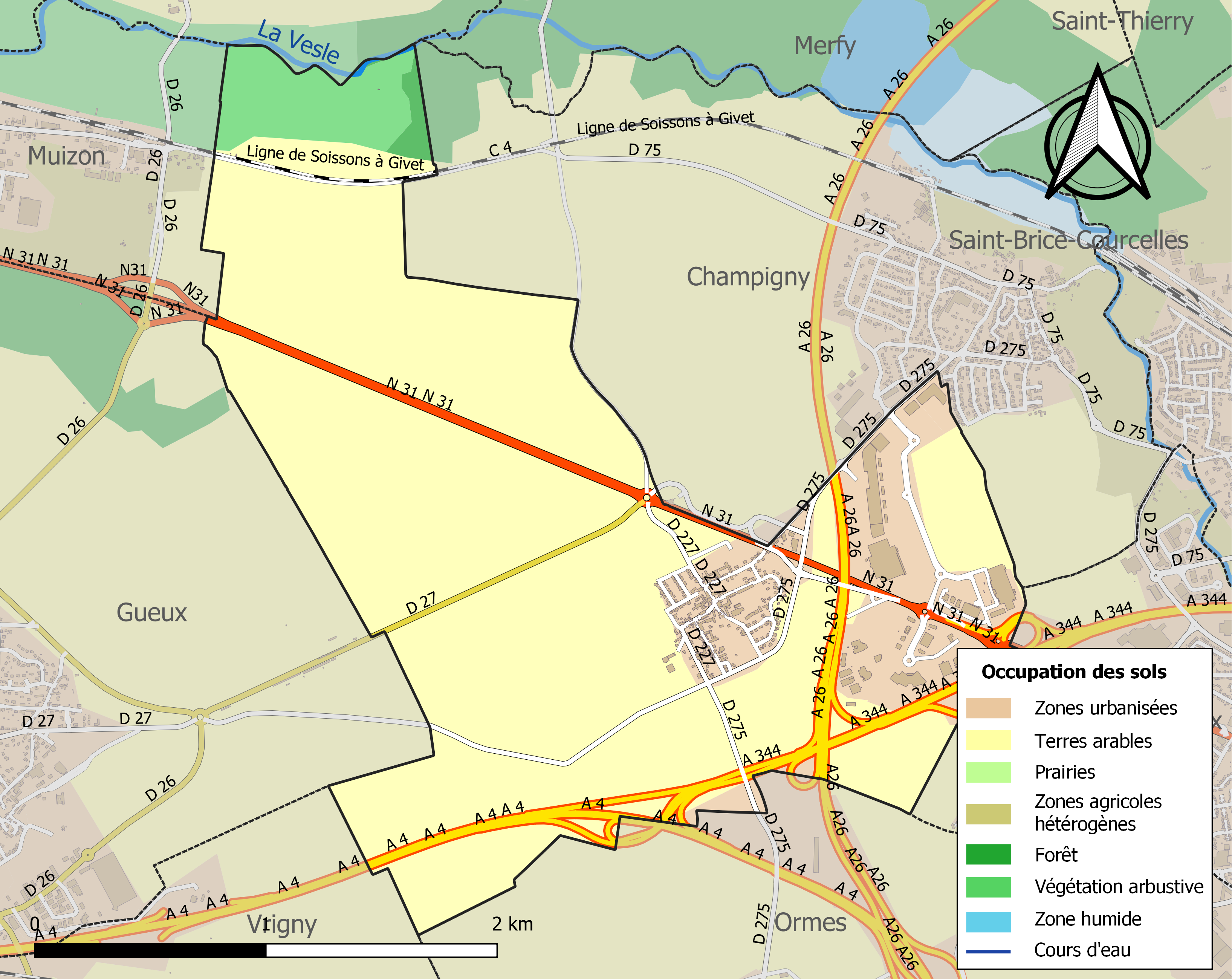
Carte des infrastructures et de l'occupation des sols de la commune en 2018 (CLC).

## Toponymie
- De l'oïl teilloy, tilloi «lieu planté de tilleuls »[16]. Pourrait aussi signifier Thiois.
- Tilidum (906), Tilloium (1154), Tilloy (1180), Tilleium juxta Remis (1220), Tigloy (1229), Tiloit (1243), Tilloi (1245), Tylloi (vers 1252), Tilloy (1262), Tilletum (1313), Tilleyum (1357), Thilloy (1455), Thilley (1549), Thiloy (1556), Tilloys (1563), Thillois (1651).

## Histoire
Le village a été durement touché pendant la Première Guerre mondiale, des combats qui laissèrent de nombreux morts reposant aujourd'hui dans un ossuaire au cimetière.

## Politique et administration
| Période                                  | Période                      | Identité          | Étiquette | Qualité                         |
| ---------------------------------------- | ---------------------------- | ----------------- | --------- | ------------------------------- |
| Les données manquantes sont à compléter. |                              |                   |           |                                 |
| avant 1874                               | après 1879                   | Darlois           |           |                                 |
| 1971                                     | 1989                         | Remi Griffon      |           |                                 |
|                                          |                              | Pierre Joly       |           |                                 |
| 2001                                     | En cours (au 4 juillet 2014) | Jacques Bourgogne |           | Réélu pour le mandat 2014-2020, |

## Économie
Malgré sa faible population, la commune est bien connue des habitants de Reims Métropole toute proche pour son parc d'activités « Millésime », qui accueille notamment un cinéma multiplexe, des restaurants, des espaces de loisirs, des concessionnaires automobiles. Installé entre les autoroutes A4, A26 et la route nationale 31 dans sa première tranche, le parc s'est ensuite développé au nord de cette nationale en accueillant notamment un magasin Ikea dans un complexe nommé « Maison plus » similaire à celui de Hénin-Beaumont.

## Population et société

### Démographie
L'évolution du nombre d'habitants est connue à travers les recensements de la population effectués dans la commune depuis 1793. Pour les communes de moins de 10 000 habitants, une enquête de recensement portant sur toute la population est réalisée tous les cinq ans, les populations de référence des années intermédiaires étant quant à elles estimées par interpolation ou extrapolation. Pour la commune, le premier recensement exhaustif entrant dans le cadre du nouveau dispositif a été réalisé en 2004.

En 2022, la commune comptait 519 habitants, en évolution de +21,83 % par rapport à 2016 (Marne : −1,19 %, France hors Mayotte : +2,11 %).
| 1793 | 1800 | 1806 | 1821 | 1831 | 1836 | 1841 | 1846 | 1851 |
| ---- | ---- | ---- | ---- | ---- | ---- | ---- | ---- | ---- |
| 164  | 164  | 173  | 144  | 179  | 200  | 187  | 196  | 212  |

| 1856 | 1861 | 1866 | 1872 | 1876 | 1881 | 1886 | 1891 | 1896 |
| ---- | ---- | ---- | ---- | ---- | ---- | ---- | ---- | ---- |
| 211  | 197  | 214  | 157  | 198  | 177  | 138  | 149  | 188  |

| 1901 | 1906 | 1911 | 1921 | 1926 | 1931 | 1936 | 1946 | 1954 |
| ---- | ---- | ---- | ---- | ---- | ---- | ---- | ---- | ---- |
| 153  | 150  | 153  | 108  | 138  | 115  | 128  | 168  | 148  |

| 1962 | 1968 | 1975 | 1982 | 1990 | 1999 | 2004 | 2006 | 2009 |
| ---- | ---- | ---- | ---- | ---- | ---- | ---- | ---- | ---- |
| 144  | 171  | 145  | 148  | 167  | 186  | 223  | 261  | 353  |

| 2014 | 2019 | 2022 | - | - | - | - | - | - |
| ---- | ---- | ---- | - | - | - | - | - | - |
| 384  | 508  | 519  | - | - | - | - | - | - |

### Enseignement
La ville accueille un lycée agricole.

## Lieux et monuments

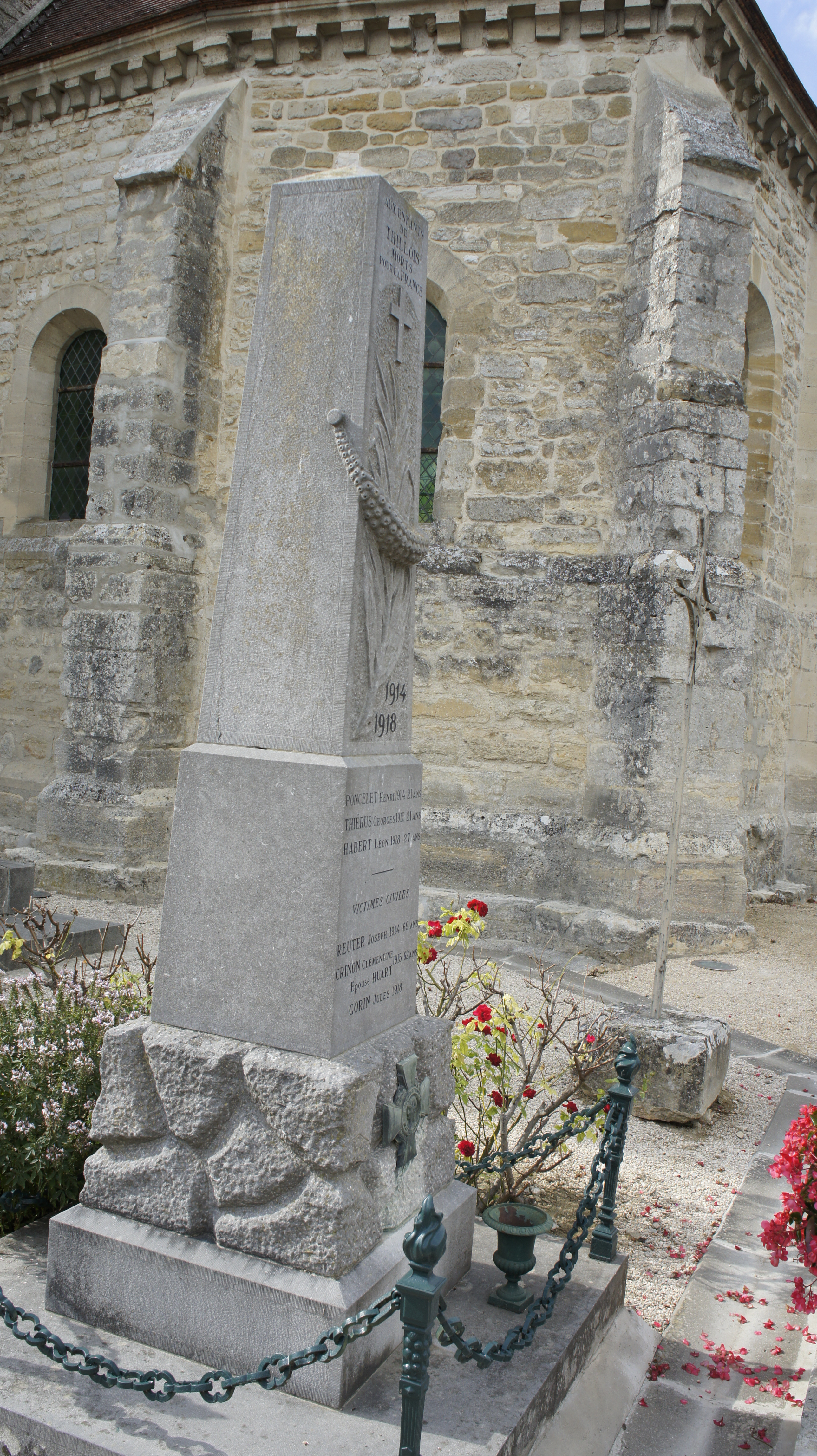
Monument aux morts.
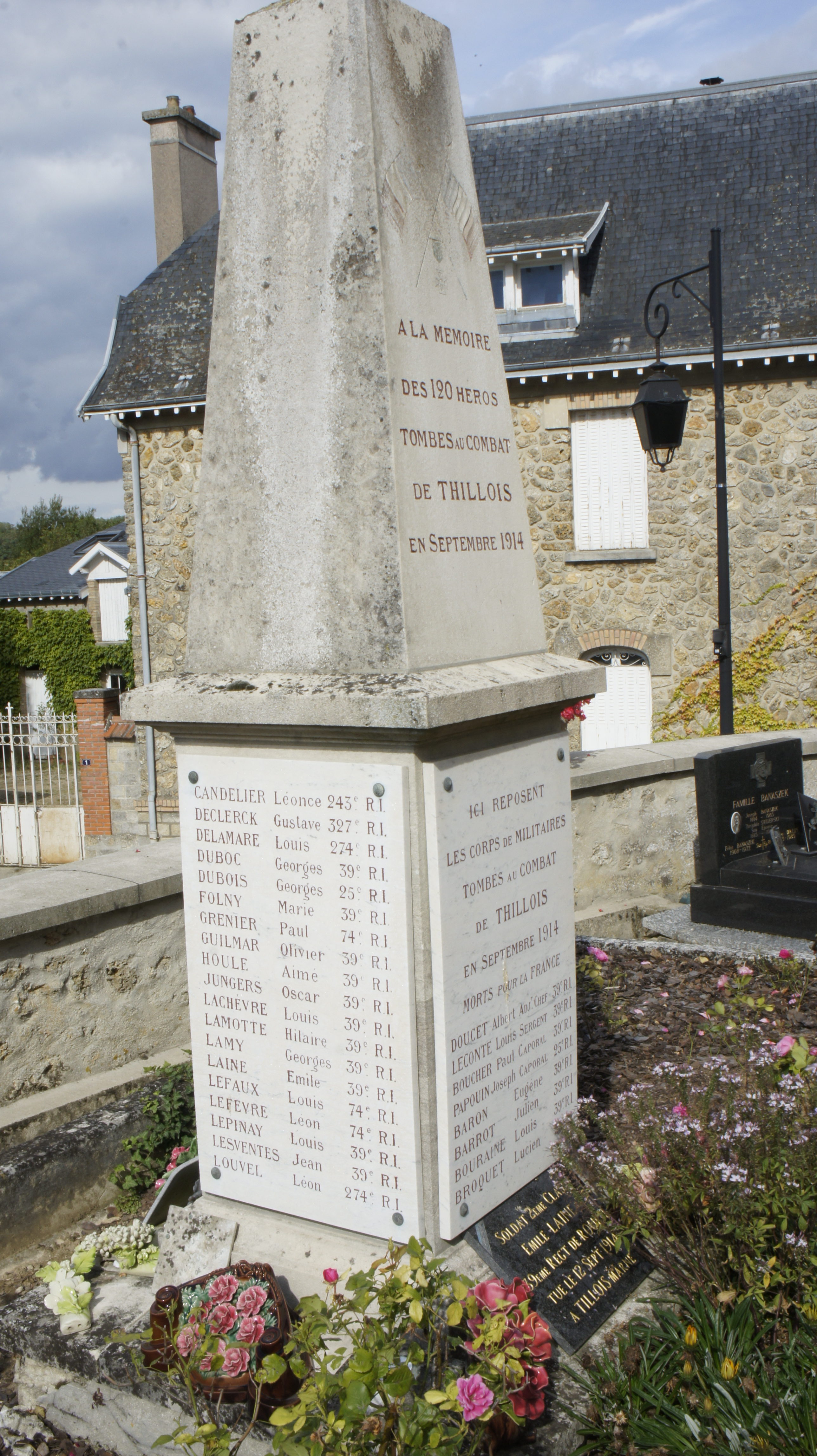
Mémorial aux soldats de la 5e DI tombés en septembre 14.
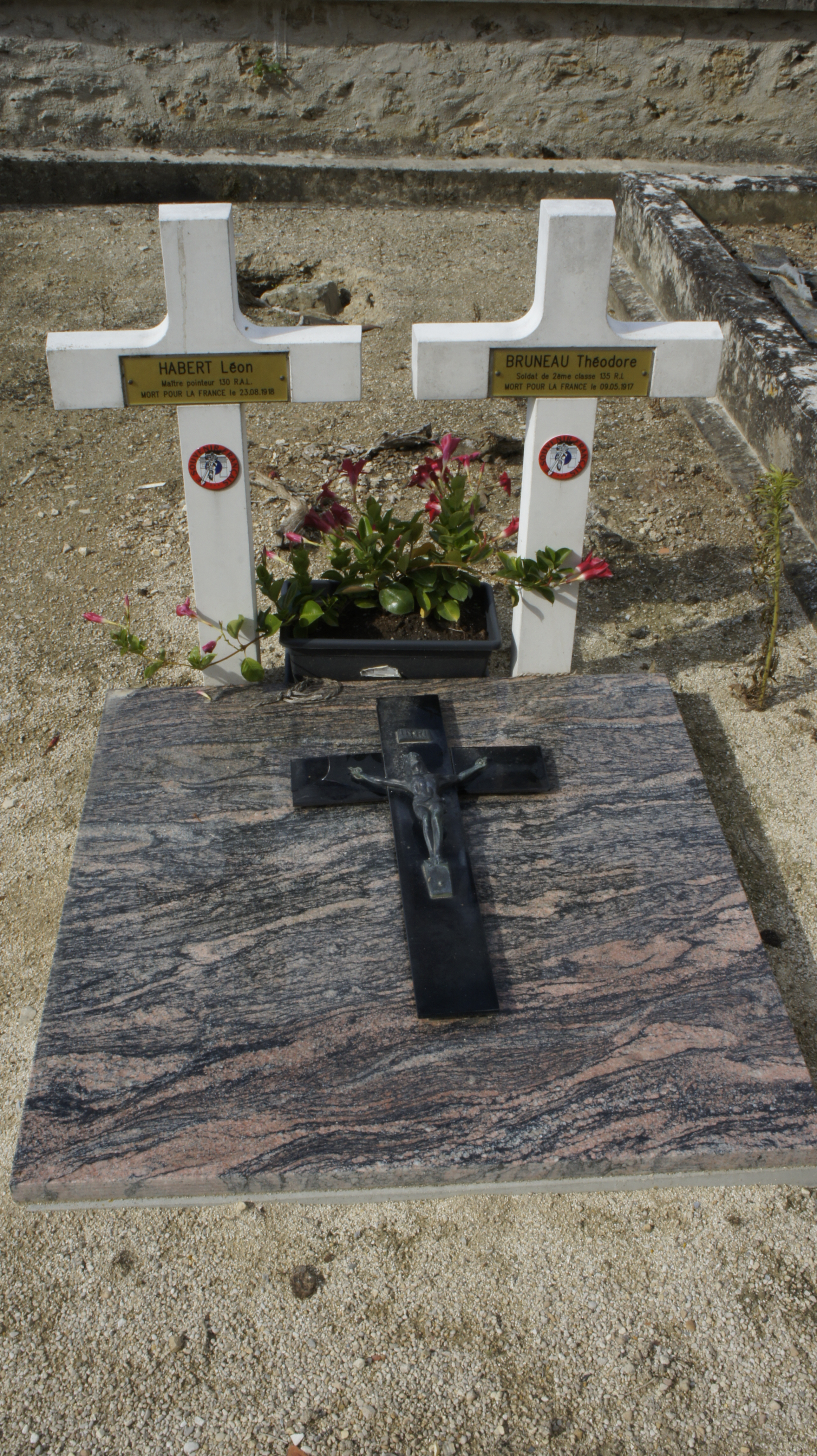
Tombe de soldats entretenue par Le Souvenir français.
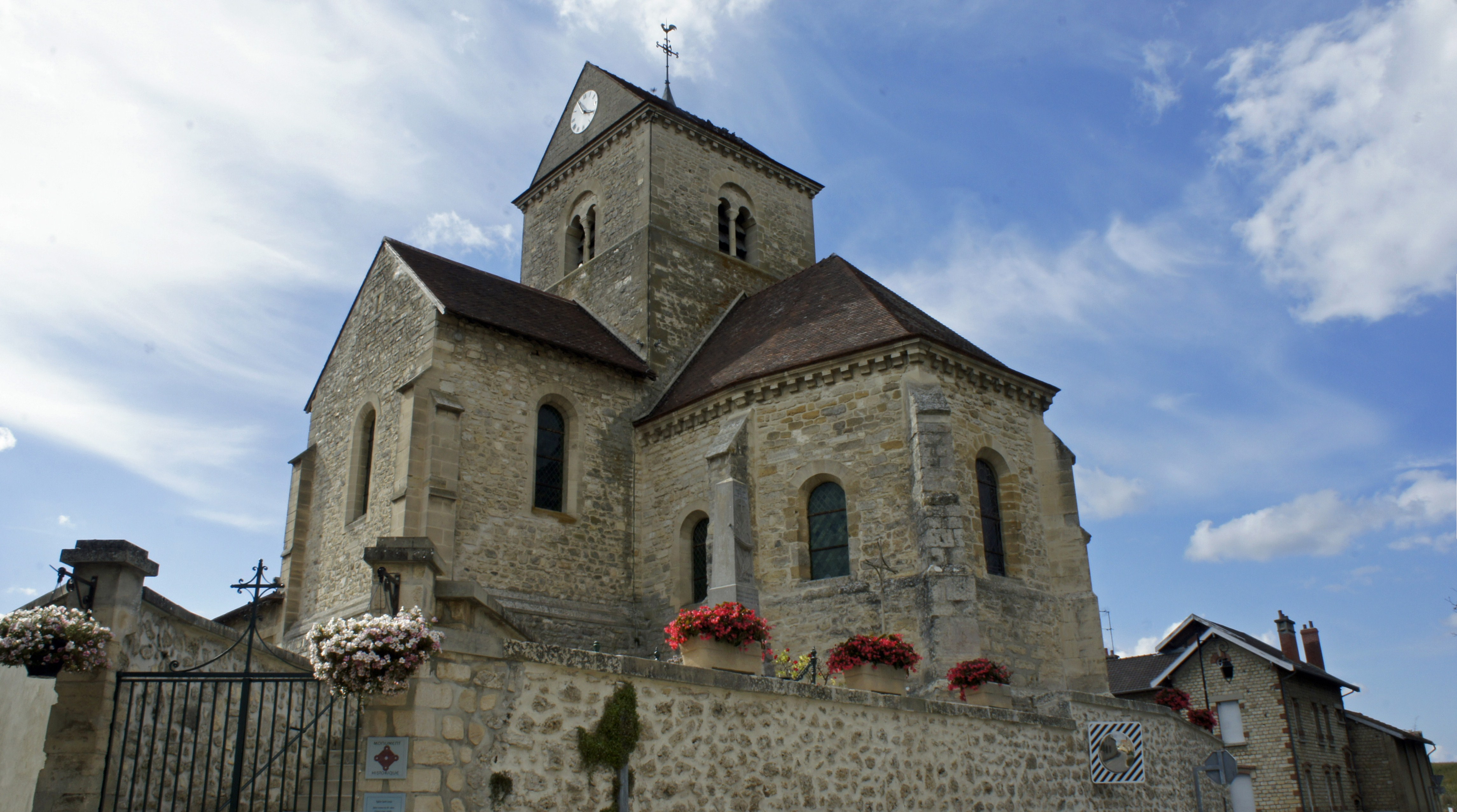
L'église Saint-Loup.

L'église Saint-Loup est classée monument historique en 1921, elle était alors en ruines puisque endommagée lors de la Première Guerre mondiale. Elle a été reconstruite depuis. Dans le cimetière, outre un monument aux morts, se trouve un ossuaire en mémoire des soldats morts pour la France lors des combats du 12 septembre 1914, qui permirent d'arrêter l'offensive allemande.